# تشارلز جي. فولجير
تشارلز جي. فولجير هو قاضي ومحامي وسياسي أمريكي، ولد في 16 أبريل 1818 في نانتوكيت في الولايات المتحدة، وتوفي في 4 سبتمبر 1884 في جنيف في الولايات المتحدة. نشط حزبياً في الحزب الجمهوري. وقد انتخب عضو مجلس ولاية نيويورك ‏ وانتخب Chief Judge of the New York Court of Appeals ‏ (20 مايو 1880 – 14 نوفمبر 1881) وانتخب وزير الخزانة الأمريكي (14 نوفمبر 1881 – 4 سبتمبر 1884).